# Ahmed Zitoun
Ahmed Zitoun (en arabe : أحمد زيتون) est un footballeur international algérien né le 16 août 1936 à Aumale (aujourd'hui Sour El Ghozlane) dans la wilaya de Bouira et mort le 3 février 1994. Il évoluait au poste de milieu de terrain.

## Biographie
Ahmed Zitoun évolue en France avec les clubs du Stade français et du CA Paris-Charenton, avant de revenir en Algérie pour terminé sa carrière avec le CR Belouizdad.

### En équipe nationale
Ahmed Zitoun reçoit six sélections en équipe d'Algérie, sans inscrire de but. Il joue son premier match en équipe nationale le 15 décembre 1963, contre la Tunisie (nul 0-0). Il reçoit sa dernière sélection le 19 décembre 1965, contre l'URSS (défaite 0-1).

## Palmarès
CR Belouizdad
- Championnat d'Algérie (2) :
  - Champion : 1964-65 et 1965-66.

- Coupe d'Algérie (1) :
  - Vainqueur : 1965-66.

 USM Alger
Coupe d'Algérie  :
- Finaliste : 1971, 1972